# Chorioactis
Chorioactis — рід грибів. Назва вперше опублікована 1902 року.

## Класифікація
До роду Chorioactis відносять 2 види:
- Chorioactis geaster
- Chorioactis geaster